# Sebastian Svärd
Sebastian Steve Qvacoé Cann-Svärd (* 15. Januar 1983 in Hvidovre) ist ein ehemaliger dänischer Fußballspieler.
Stammposition des Rechtsfüßers war das defensive Mittelfeld. Er stand in seiner Karriere in Dänemark, England, Portugal, Deutschland, in den Niederlanden, in Asien und in Island unter Vertrag, zuletzt bei Þróttur Reykjavík.

## Karriere

### Verein
Sebastian Svärd, Sohn eines ghanaischen Vaters und einer schwedischen Mutter, lernte das Fußballspielen in der Jugend des Kjøbenhavns Boldklub. Im November 2000 wechselte er noch als Jugendlicher zum FC Arsenal. Ab der Saison 2002/03 gehörte er zum Profikader in der englischen Premier League; in der Hinrunde wurde er jedoch nicht eingesetzt. Svärd wechselte Anfang 2003 auf Leihbasis wieder nach Dänemark zum FC Kopenhagen. Er kam für diesen in zehn Spielen zum Einsatz und wurde dänischer Meister. In der Saison 2003/04 spielte Svärd ebenfalls auf Leihbasis bei Stoke City. In der Saison 2004/05 wurde er wieder nach Dänemark an Brøndby IF verliehen, für den er mit 21 Saisoneinsätzen zum Gewinn der dänischen Meisterschaft beitrug und dänischer Pokalsieger wurde. Zur Saison 2005/06 wurde er an Vitória Guimarães in die portugiesische Primeira Liga verliehen, für die er 28 Ligaspiele (ein Tor) und sechs Partien im UEFA-Pokal absolvierte. Das Team stieg am Saisonende ab.
Zur Saison 2006/07 verließ er Arsenal endgültig und wechselte zu Borussia Mönchengladbach in die deutsche Bundesliga. In den letzten Saisonspielen kam er dabei zu neun Bundesligaeinsätzen, stieg aber mit der Borussia in die 2. Liga ab. Im zweiten Jahr konnte er sich nicht in der ersten Elf festsetzen und stieg nach nur elf Einsätzen während der Saison mit der Borussia wieder in die Bundesliga auf. Am 2. Januar 2009 strich Borussia Mönchengladbach Svärd aus dem Profikader. Am 8. Januar 2009 wechselte er für ein halbes Jahr auf Leihbasis zum Zweitligisten Hansa Rostock. Anschließend hielt er sich beim Training der Mönchengladbacher Amateure fit und absolvierte im November 2009 ein Probetraining in den Niederlanden beim damaligen Eredivisie-Klub Roda JC Kerkrade. Am 16. Januar 2010 löste er seinen Vertrag bei Borussia Mönchengladbach auf und unterschrieb zwei Tage später in Kerkrade einen Vertrag bis 2013. Für Kerkrade machte Svärd in der zweiten Hälfte der Saison 2009/10 sechs Spiele. Die gleiche Anzahl an Spielen hatte er in der nächsten Saison zu verbuchen.
Nachdem er ab Dezember 2011 vereinslos gewesen war, kehrte er im März 2012 nach Dänemark zurück. Er unterschrieb bei Silkeborg IF. Für diese kam er in sechs Spielen zum Einsatz. Ab Dezember 2012 trainierte er in Deutschland beim Oberligisten KFC Uerdingen mit, es kam jedoch zu keiner Verpflichtung. Im März 2013 unterschrieb er in der schwedischen Allsvenskan bei Syrianska FC, jedoch verließ er den Klub Anfang August wieder und war seitdem erneut vereinslos. Am 24. Oktober 2013 unterschrieb er in England bei Wycombe Wanderers, doch bereits im Januar 2014 verließ er Europa und ging nach Thailand zu Songkhla FC.
Ab dem 11. Januar 2016 stand er wieder in Europa beim isländischen Erstligisten Þróttur Reykjavík unter Vertrag. Zum Ende der Saison verließ Svärd den Verein.

### Nationalmannschaft
Nachdem er alle dänischen Jugendnationalmannschaften von der U-16 bis zur U-21 durchlaufen hatte, wurde er Ende Mai 2006 von Nationaltrainer Morten Olsen in den Kader der Nationalmannschaft berufen, für die er allerdings nicht zum Einsatz kam.